# Marco Rossari
Marco Rossari (Milano, 1973) è uno scrittore e traduttore italiano.

## Biografia
Rossari alterna l'attività di scrittore con quella di traduttore dall'inglese per case editrici quali Einaudi, Adelphi, Arnoldo Mondadori Editore, Feltrinelli. Con Le cento vite di Nemesio (presentato da Giancarlo De Cataldo e Fabio Geda) è entrato fra i dodici finalisti al Premio Strega 2017. Per Einaudi ha curato nel 2017 l'antologia Racconti da ridere, con scritti di autori quali Mark Twain, Čechov, Stefano Benni, Umberto Eco.

## Opere (parziale)
- Perso l'amore (non resta che bere), Ravenna, Fernandel, 2003
- Invano veritas, Roma, E/O, 2004
- L'amore in bocca: canzoni sconce e malinconiche, Ravenna, Fernandel, 2007
- L'unico scrittore buono è quello morto, Roma, E/O, 2012
- Piccolo dizionario delle malattie letterarie, Trieste-Roma, ItaloSvevo, 2016
- Le cento vite di Nemesio, Roma, E/O, 2016
- Nel cuore della notte, Torino, Einaudi, 2018
- L'ombra del vulcano, Torino, Einaudi, 2023.